# Code (band)
Code is een Engels-Noorse blackmetalband.

## Biografie
De band is in 2002 opgericht door de oorspronkelijke bezetting: Aort en Vyttra als gitaristen, Viper (van de bands Ved Buens Ende en Dødheimsgard) als bassist, Kvohst (uit de band Void) als zanger en AiwarikiaR (voormalig lid van Ulver) als drummer. Aort schreef al de muziek en Kvohst alle teksten.
De demo Neurotransmissions - Amplified Through Chemistry werd op 15 maart 2002 uitgebracht. Vervolgens sleepte de band een platencontract binnen bij het recordlabel Spikefarm Records. Op dit label bracht de band op 13 juni 2005 hun eerste album uit, getiteld Nouveau Gloaming. Kvohst verliet het project om de zanger voor Dødsheimsgard op te volgen, waardoor de band geen zanger meer had. Vyttra en AiwarikiaR verlieten de band vervolgens voor onbekende redenen.
Voor het volgende album van de band werd Asgeir Mickelson (bekend van Borknagar, Spiral Architect en Ishahn) ingeschakeld als sessie drummer. Ook werd bekendgemaakt dat Simen "ICS Vortex" Hestnæs (van Arcturus, Dimmu Borgir en Lamented Souls) vanaf nu de zanger van de band zou worden en dat Adrian Erlandsson (van Nemhain, Samsas Traum en voormalig lid van At the Gates en Cradle of Filth) vanaf nu de drums zou bemannen. Later bleek Kvost terug op de positie van zanger/vocalist te zijn.
Het tweede album Resplendant Grotesque verscheen in juni 2009.

## Discografie
- Neurotransmissions - Amplified Thought Chemistry Demo - 2002
- Nouveau Gloaming - 2005
- Resplendent Grotesque - 2009

## Bezetting

### Huidige leden
- Kvohst (ex-Void, Dødheimsgard) - zang (2002-2006, 2008-)
- Aort (Blutvial) - gitaar (2002-)
- Yusaf "Viper" Parvez alias Vicotnik (Dødheimsgard, Ved Buens Ende) - bass, tweede stem (2002-)

## Sessie-muzikant
- Adrian Erlandsson (Nemhain, Samsas Traum, ex-At the Gates, ex-Cradle of Filth) - drums (2007-)

### Voormalige leden
- Simen "ICS Vortex" Hestnæs (ex-Arcturus, ex-Borknagar, ex-Dimmu Borgir, Lamented Souls) - zang (2007-2008)
- Erik Olivier Lancelot alias AiwarikiaR (ex-Ulver, ex-Valhall) - drums (2002-2006)
- Vyttra - gitaar (2002-2006)